# Matthias Reutimann
Matthias Reutimann, né le 15 novembre 1994 à Winterthour, est un coureur cycliste suisse.

## Biographie
En 2016, Matthias Reutimann remporte la Coppa d'Inverno, course du calendrier national italien, en dominant dans un sprint à deux Fausto Masnada. Il termine également troisième d'Annemasse-Bellegarde et retour en France.
En 2017, il rejoint l'équipe continentale Roth-Akros. Au mois de mars, il remporte le classement du meilleur grimpeur du Tour international de Rhodes. En août, il est sélectionné pour participer à la course en ligne des championnats d'Europe à Herning.

## Palmarès et résultats

### Palmarès par année
- 2016
  - Coppa d'Inverno
  - 3e d'Annemasse-Bellegarde et retour
- 2018
  -  Champion de Suisse de la montagne[3]
- 2019
  - Grand Prix Crevoisier
  - 2e du championnat de Suisse de la montagne (Coire-Arosa)
- 2022
  - 2e du Kirschblütenrennen
- 2023
  - 3e du Tour de Allgäu

### Classements mondiaux
| Année                                 | 2016  | 2017 | 2018  | 2019  | 2020 | 2021 | 2022 | 2023 | 2024  |
| ------------------------------------- | ----- | ---- | ----- | ----- | ---- | ---- | ---- | ---- | ----- |
| Classement mondial                    | 2600e | nc   | 2837e | 2725e | 929e | nc   | nc   | nc   | 2766e |
| UCI Europe Tour                       | 1746e | nc   | 1901e | 1698e | 732e | nc   | nc   | nc   | nc    |
|                                       |       |      |       |       |      |      |      |      |       |
| Légende : nc = non classéSource : UCI |       |      |       |       |      |      |      |      |       |